# 西白井
西白井（にししろい）は、千葉県白井市の町丁。現行行政地名は西白井一丁目から西白井四丁目。郵便番号270-1408。

## 地理
北は富塚、東から南は根、南西は富塚、西は柏市藤ケ谷に隣接している。

### 地価
住宅地の地価は、2014年（平成26年）1月1日の公示地価によれば、西白井1丁目17番23の地点で6万8500円/m2となっている。

## 世帯数と人口
2017年（平成29年）10月31日現在の世帯数と人口は以下の通りである。
| 丁目         | 世帯数    | 人口    |
| ------------ | --------- | ------- |
| 西白井一丁目 | 466世帯   | 1,420人 |
| 西白井二丁目 | 490世帯   | 1,379人 |
| 西白井三丁目 | 358世帯   | 1,084人 |
| 西白井四丁目 | 424世帯   | 1,133人 |
| 計           | 1,738世帯 | 5,016人 |

## 小・中学校の学区
市立小・中学校に通う場合、学区は以下の通りとなる。
| 丁目         | 番地 | 小学校               | 中学校               |
| ------------ | ---- | -------------------- | -------------------- |
| 西白井一丁目 | 全域 | 白井市立大山口小学校 | 白井市立大山口中学校 |
| 西白井二丁目 | 全域 | 白井市立大山口小学校 | 白井市立大山口中学校 |
| 西白井三丁目 | 全域 | 白井市立七次台小学校 | 白井市立七次台中学校 |
| 西白井四丁目 | 全域 | 白井市立七次台小学校 | 白井市立七次台中学校 |

## 施設

### 一丁目
- 軽井沢公園
- 二部山公園

### 二丁目
- 富塚公園

### 四丁目
- JAF千葉支部白井基地
- 村雨公園
- 矢ノ橋台公園

## 交通

### 鉄道
地内に鉄道は通っていない。根にある北総鉄道北総線の西白井駅が利用できる。

### 道路
- 都道府県道
  - 千葉県道280号白井流山線